# کالی (بازیکن فوتبال)
کالی (انگلیسی: Kali؛ زادهٔ ۱۱ اکتبر ۱۹۷۸) یک بازیکن فوتبال اهل آنگولا است.